# Ochódno
Ochódno (niem. Achodden, 1938–1945 Neuvölklingen (Ostpr.)) – wieś w Polsce położona w województwie warmińsko-mazurskim, w powiecie szczycieńskim, w gminie Szczytno. W latach 1975–1998 miejscowość administracyjnie należała do województwa olsztyńskiego.
Wieś założona w połowie XV w. na prawie chełmińskim, przez Konrada Stachowitza – wójta Szczytna. W 1532 r. książę Albrecht odnowił dokument lokacyjny. We wsi zachował się murowany budynek stacyjny (stacji Ochódno). Wzniesiony został w 1909 r., w czasie budowy linii kolejowej. W 1939 r. zmieniono urzędowa nazwę wsi na Neuvölklingen.

## Literatura
- Iwona Liżewska, Wiktor Knercer: Przewodnik po historii i zabytkach Ziemi Szczycieńskiej. Olsztyn: Agencja Wydawnicza "Remix" s.c., 1998, s. 171. ISBN 83-87031-13-5.